# 給自己的情書
《给自己的情书》是香港歌手王菲所演唱的一首歌曲，发行于2000年，由林夕作词，C.Y. Kong作曲及编曲，收录在王菲的专辑《寓言》之中。

## 背景
《给自己的情书》国语版歌曲《笑忘书》同样由林夕作词、王菲演唱。
王菲带病为歌曲拍摄MV，通宵拍摄但状态尚好。王菲对MV的质量要求很高，花费超过18小时辗转香港旧启德机场及成丰片场取景，更是用掉了近2000米胶片，足够拍摄一部电影。王菲於MV中亦配合导演要求玩沙子、棉花、薄纱等。

## 派台歌曲成绩
| 903專業推介 | RTHK龍虎榜 | 997劲爆流行榜 | TVB勁歌金曲 |
| (1)         | 1          | 1             | 1           |

- (1)為兩週冠軍

## 获奖记录
| 年份   | 颁奖礼                 | 奖项                       | 得奖对象  | 结果   |
| 2000年 | 十大中文金曲颁奖音乐会 | 十大中文金曲               | 不適用    | 獲獎   |
| 2000年 | 十大中文金曲颁奖音乐会 | 全国最受欢迎中文流行歌曲奖 | 不適用    | 银奖   |
| 2000年 | 十大劲歌金曲颁奖礼     | 十大劲歌金曲               | 不適用    | 獲獎   |
| 2000年 | 十大劲歌金曲颁奖礼     | 最佳填词                   | 林夕      | 獲獎   |
| 2000年 | 十大劲歌金曲颁奖礼     | 最佳编曲                   | C.Y. Kong | 獲獎   |
| 2000年 | 叱咤乐坛流行榜颁奖礼   | 专业推荐叱咤十大           | 不適用    | 第六位 |
| 2000年 | 新城劲爆颁奖礼         | 劲爆歌曲                   | 不適用    | 獲獎   |
| 2000年 | 华语音乐传媒大奖       | 十大华语歌曲               | 不適用    | 獲獎   |
| 2000年 | CASH金帆音乐奖         | 最佳流行音乐作品           | 不適用    | 獲獎   |